# エイリアンウェア
エイリアンウェア（えいりあんうぇあ、英語: Alienware）は、アメリカのデルのコンピューターハードウェア子会社。同社の製品レンジは、エイリアンをテーマにしたデザインで識別できるゲーミング専用コンピューター。エイリアンウェア社は、1996年にネルソン・ゴンザレスとアレックス・アギーラによって設立され、会社の発展には、フランク・アゾル、アーサー・ルイス、ジョー・バレルディ、マイケル・デルが関係している。本社はフロリダ州マイアミのザ・ハンモックス。

## 歴史

### 概要
1996年、ネルソン・ゴンザレスとアレックス・アギーラによってマイアミのサイカイに設立されたエイリアンウェアは、デスクトップ、ノートブック、ワークステーション、およびPCゲームコンソールを組み立てを行っていた  。従業員によると、「Alienware」という名前は、創設者が好きだったテレビシリーズのX-ファイルから選ばれた。これは、エリア51、ハンガー18、オーロラなどのSFをテーマにした製品ラインの名前にも影響を与えた。1997年に、名前を「Alienware」に変更している。

### 買収と現状
デルは2002年からエイリアンウェア社の買収を検討したが、2006年3月22日にエイリアンウェアの買収が成立した。
子会社として、デルの購買力、経済牽引力、およびサプライチェーンの恩恵を受けながら、設計とマーケティングの管理を維持し、運用コストを削減した。
当初、デルは競合するXPSゲーミングPCラインを維持し、多くの同様の仕様のコンピュータを販売していたため、Alienwareの市場セグメント内での市場シェアを損なう可能性があった。2008年春の企業再編により、XPSブランドは縮小され、デスクトップラインは廃止され、XPSノートブックのみが残された。ゲーミングPCの製品開発は、デルのゲーム部門と統合され、Alienwareがデルの最高のゲームブランドになった 。2009年6月2日、M17xは最初のAlienware / デルブランドのシステムとして導入された。この発表により、Alienwareのグローバルリーチは6か国から35か国に拡大し、17の異なる言語がサポートされた。

## コンピュータシステムモデル（デルによる買収後）

### Windows OS ベースのコンソール
Alienwareは、ソニーのPlayStation 、任天堂のWii U、マイクロソフトのXboxとの競争を目指して、2014年から一連のビデオゲームコンソールをリリースすると発表した。このシリーズの最初のバージョンであるAlphaは、 Windows 8.1で実行していた。オペレーティングシステムとPCゲームをプレイする機能が、Alphaを第8世代のビデオゲームコンソールと区別している。2016年のE3で、AlienwareはAlphaの2番目のレンディションであるAlphaR2を発表した。R2は、第6世代のIntelプロセッサ、AMDのRadeon R9 M470XまたはNvidiaのGeForce 960グラフィックスカードの選択、およびAlienware独自のGraphics Amplifierをサポートする。また、Windows 10にも同梱されている。

### Graphics Amplifier
Graphics Amplifierを使用することにより、Alienwareラップトップでほとんどのフルレングス（または小型の非ハイブリッド）デスクトップGPUを搭載することが可能である。

### ラップトップ
18 インチ
- M18x - 2011年に導入
- M18x-R2 - 2012年
- Alienware 18 - 2013年[19]
- Alienware 18 - 2014年
- Alienware 18 - 2015年
- Alienware m18 - 2023年

17 インチ
- M17x - 2009年に導入
- M17x-R2 - 2010年
- M17x-R3 - 2011年
- M17x-R4 - 2012年
- Alienware 17 - 2013年
- Alienware 17 R2 - 2015年
- Alienware 17 R3 - 2015年
- Alienware 17 R4 - 2016年
- Alienware 17 R5 - 2018年
- Alienware m17 - 2019年[20]
- Alienware m17 R2 - 2019年[21]
- Alienware Area-51m -  2019年[22]
- Alienware m17 R3 - 2020年
- Alienware m17 R4 - 2021年[23][24]
- Alienware m17 R5 - 2022年

16 インチ
- Alienware m16 - 2023年

15 インチ
- M15x - 2009年に導入
- M15x-R2 - 2010年
- Alienware 15 - 2015年
- Alienware 15 R2 - 2015年
- Alienware 15 R3 - 2016年
- Alienware 15 R4 - 2018年
- Alienware m15 - 2018年
- Alienware m15 R2 - 2019年
- Alienware m15 R3 - 2020年
- Alienware m15 R4 - 2021年
- Alienware m15 R5 - 2021年
- Alienware m15 R6 - 2021年
- Alienware m15 R7 - 2022年

14 インチ
- M14x - 2011年に導入
- M14x-R2 - 2012年
- Alienware 14 - 2013年

13 インチ
- Alienware 13 - 2014年に導入
- Alienware 13 R2 - 2015年
- Alienware 13 R3 - 2016年

11.6 インチ
- M11x - 2010年に導入
- M11x-R2  - 2010年
- M11x-R3 - 2011年

2012 年、Alienwareは、スモール フォーム ファクター ゲーミング ラップトップへの消費者の関心が低下したため、M11xモデルを廃止すると発表した。同社は引き続き、ラップトップレンジの残りのモデル (M14x、M17x、および M18x) 向けに更新されたモデルを提供し続けた。

### デスクトップ

#### Aurora
- The Aurora R1 -
- The Aurora R2 -
- The Aurora R3 - 2012年
- The Aurora R4 - 2013年
- The Aurora R5 - 2016年
- The Aurora R6 - 2017年
- The Aurora R7 - 2017年
- The Aurora R8 - 2018年
- The Aurora R9 - 2019年
- The Aurora R10 - 2020年5月13日[27]
- The Aurora R11 - 2020年[28]
- The Aurora R12 - 2021年
- The Aurora R13 - 2021年
- The Aurora R15 - 2022年

##### Alienware Aurora Ryzen Edition
- Aurora R10 - 2021年
- Aurora R14 - 2021年

#### Aurora ALX
- ALX (R1) - 2009年

#### Area-51
- Area-51 R1 - 2009年
- Area-51 ALX R1 - 2009年
- Area-51 R2 - 2014年
- Area-51 R3 -
- Area-51 R4 - 2017年
- Area-51 R5 - 2018年

##### Area-51 Threadripper Edition
- Area-51 R4 - 2017年
- Area-51 R6 - 2019年

#### X51
- R1 -
- R2 -
- R3 -

### ビデオ ゲーム コンソール ハイブリッド

#### Alienware Alpha
- Alienware Alpha - 2014年発売のPC/コンソールハイブリッド
- Alienware Alpha R2 - 2016年6月13日にリリースされた、小型フォーム ファクターへのAlienwareのアップデート[29]